# Râul Țibleș, Someșul Mare (Zagra)
Râul Țibleș sau Râul Zagra este un curs de apă, afluent al râului Someșul Mare. 